# Heukelom (Bergen)
Heukelom is een gehucht in de Nederlandse gemeente Bergen (Limburg). Heukelom is gelegen aan de Maas, tussen Afferden en Nieuw Bergen.

## Bezienswaardigheden
- Sint-Antonius Abtkapel

## Nabijgelegen kernen
Afferden, Bergen, Nieuw-Bergen